# Chemical Reaction Network Theory
Chemical Reaction Network Theory (CRNT) untersucht das qualitative Verhalten der steady state Konzentrationen eines chemischen Reaktionsnetzwerkes ohne Verwendung der kinetischen Parameter.
Sie definiert eine allgemeine Beziehung zwischen der Netzwerkstruktur und der Menge der Fixpunkte des entsprechenden Systems an gewöhnlichen Differenzialgleichungen.
Für eine Unterklasse an chemischen Systemen ist dieser Ansatz in der Lage, die Existenz von multiplen Steady states algebraisch vorherzusagen oder auszuschließen, und kommt demnach ohne die Verwendung numerischer Verfahren aus.
Das System gewöhnlicher Differenzialgleichungen, das einem chemischen Reaktionsnetzwerk entspricht, besteht aus Polynomen mit im Prinzip beliebigem Grad. Demzufolge kann eine analytische Untersuchung der Fixpunkte eines solchen Problems im Allgemeinen nicht mit linearer Algebra erfolgen. Zusätzlich ergibt sich die Schwierigkeit, dass jeder Reaktion, die dem Massenwirkungsgesetz folgt, ein kinetischer Parameter zugeordnet ist, der oft nicht oder nicht genau bekannt ist. Zur numerischen Lösung des Differenzialgleichungssystems ist aber die Kenntnis der kinetischen Parameter notwendig. Als Folge dessen existieren im schlechtesten Fall zwei Mengen an Unbekannten: (i) die kinetischen Parameter und (ii) die Konzentrationen der einzelnen Spezies an einem Fixpunkt. Selbst bei Kenntnis der kinetischen Parameter und der numerischen Ermittlung eines Fixpunktes ist es nicht klar, ob multiple Fixpunkte existieren; d. h. ob bei einer anderen Wahl der Startkonzentrationen (die im gleichen linearen Unterraum wie die Vorherigen liegen, siehe stöchiometrischer Unterraum und stöchiometrische Kompatibilitätsklasse) ein anderer Fixpunkt existiert. CRNT kann diese Frage durch die Berechnung eines Index, der sogenannten Defizienz (siehe weiter unten), für eine Teilmenge der chemischen Reaktionsnetzwerke ohne Kenntnis der kinetischen Parameter oder der Konzentrationen beantworten. In O-Notation erfolgt die Berechnung der Defizienz in {\displaystyle {\mathcal {O}}(1)} wenn die Erstellung des chemischen Reaktionsnetzwerks in {\displaystyle {\mathcal {O}}(n)} erfolgt.

## Geschichte
Erste Grundlagen der CRNT wurden von Horn und Jackson entwickelt und von Martin Feinberg und Mitarbeitern ausgearbeitet und weiterentwickelt.

## Grundlagen
Die CRNT beschreibt chemische Reaktionsnetzwerke, die dem Massenwirkungsgesetz zugrunde liegen. In diesem Absatz wird der Begriff „Reaktionsnetzwerk“ als ein Satz an Reaktionen aufgefasst, wie man ihn in einem Lehrbuch der Biochemie finden kann (z. B. alle Reaktionen der Glykolyse). Im Absatz Klassische CRNT wird der Begriff im Sinne der CRNT exakt definiert.
Reversible Reaktionen, das heißt Reaktionen, die in Vorwärts- und Rückwärtsrichtung ablaufen können, müssen hierbei in zwei irreversible Reaktionen aufgesplittet werden: eine irreversible Reaktion für jede Richtung. Demzufolge beschreibt CRNT nur Reaktionsnetzwerke, welche aus irreversiblen Reaktionen bestehen. Ein solches Netzwerk wird in vier Mengen aufgeteilt:
- 1. Die Menge der Spezies {\displaystyle {\mathcal {S}}}:

Die Menge der Spezies besteht aus den einzelnen Substraten und Produkten der Reaktionen des Reaktionsnetzwerkes.
- 2. Die Menge der Komplexe {\displaystyle {\mathcal {C}}}:

Diese Menge wird aus der Gesamtheit der Spezies, welche von einer Reaktion konsumiert oder produziert werden, gebildet. Bei den Elementen aus {\displaystyle {\mathcal {C}}} handelt es sich um Multimengen. Das heißt, {\displaystyle {\mathcal {C}}} besteht aus der Gesamtheit der Mengen der Spezies links und rechts von den Reaktionspfeilen.
- 3. Die Menge der Reaktionen {\displaystyle {\mathcal {R}}}:

Diese Menge besteht aus allen Reaktionen des betrachteten chemischen Reaktionsnetzwerkes.
- 4. Die Menge der kinetischen Ratenkonstanten {\displaystyle {\mathcal {K}}}:

Diese Menge besteht aus den Ratenkonstanten aller Reaktionen des betrachteten chemischen Reaktionsnetzwerkes.
Bemerkung zur Notation: Es existieren zwei äquivalente Darstellungen eines Komplexes: (i) als Element der Menge {\displaystyle {\mathcal {C}}} wie oben definiert; und (ii) als Vektor aus {\displaystyle \mathbb {N} ^{\vert {\mathcal {S}}\vert }.} Sei {\displaystyle y(s)} die Funktion, die den stöchiometrischen Koeffizienten von Spezies {\displaystyle s\in {\mathcal {S}}} in Komplex {\displaystyle y\in {\mathcal {C}}} zurückliefert, d. h. {\displaystyle y(s)\geq 1,} wenn {\displaystyle s\in y} und {\displaystyle y(s)=0} andernfalls. Der Index {\displaystyle s} in {\displaystyle y_{s}} ist dann als Funktion zu verstehen, die den Eintrag von Spezies {\displaystyle s\in {\mathcal {S}}} in Vektor {\displaystyle y\in \mathbb {N} ^{\vert {\mathcal {S}}\vert }} liefert, also
{\displaystyle y_{s}={\begin{cases}y(s),&{\text{wenn }}s\in y\\0,&{\text{andernfalls}}\end{cases}}.}
Hierfür wird natürliche eine festgelegte Ordnung (z. B. lexikographische Ordnung) der Spezies im Vektor {\displaystyle y\in \mathbb {N} ^{\vert {\mathcal {S}}\vert }} vorausgesetzt.

### Beispiel 1
Das chemische Reaktionsnetzwerk, bestehend aus der einzigen Reaktion {\displaystyle {\text{A}}+{\text{A}}\rightarrow {\text{B}}} mit Ratenkonstante {\displaystyle k_{{\text{A}}+{\text{A}}\rightarrow {\text{B}}},} besitzt:
- die Spezies {\displaystyle {\mathcal {S}}=\{{\text{A}},{\text{B}}\};}
- die Komplexe …
  - … als Menge: {\displaystyle {\mathcal {C}}=\{\{{\text{A}},{\text{A}}\},\{{\text{B}}\}\}} (hierbei sind die Komplexe {\displaystyle \{{\text{A}},{\text{A}}\}} und {\displaystyle \{2{\text{A}}\}} äquivalent (andere Notation));
  - … als Vektoren: {\displaystyle \{[2,0]^{T},[0,1]^{T}\}} (mit lexikographischer Ordnung der Spezies);
- die Reaktionen {\displaystyle {\mathcal {R}}=\{{\text{A}}+{\text{A}}\rightarrow {\text{B}}\};}
- die Ratenkonstanten {\displaystyle {\mathcal {K}}=\{k_{{\text{A}}+{\text{A}}\rightarrow {\text{B}}}\}.}

Die wichtigste Menge ist hierbei {\displaystyle {\mathcal {C}}.} Zwei Komplexe, die zur gleichen Reaktion gehören, können nun z. B. wie folgt beschrieben werden: {\displaystyle y,y'\in {\mathcal {C}}} mit {\displaystyle y\rightarrow y'\in {\mathcal {R}}.}

## Klassische CRNT
Siehe auch. Seien {\displaystyle \mathbb {P} :=\{x\in \mathbb {R} \ \vert \ x>0\}} die Menge aller reellen Zahlen größer Null und {\displaystyle {\overline {\mathbb {P} }}:=\mathbb {P} \cup \{0\}} die Menge aller reellen Zahlen größer oder gleich Null.

### Definitionen

#### Positiver Steady state
Sei {\displaystyle c} der Vektor der Konzentrationen des chemischen Reaktionsnetzwerkes (Massenwirkungsgesetz).
Das System ist in einem positiven Steady state wenn {\displaystyle {\text{d}}c/{\text{d}}t=0} und {\displaystyle c\in \mathbb {P} }.

#### Reaktionsnetzwerk
Ein Reaktionsnetzwerk ist ein Tripel {\displaystyle ({\mathcal {S}},{\mathcal {C}},{\mathcal {R}})} mit {\displaystyle {\mathcal {S}}} als Menge der Spezies; mit {\displaystyle {\mathcal {C}}} als Menge der Komplexe; mit {\displaystyle {\mathcal {R}}} als Menge der Reaktionen.
Für Beispiel 1 gilt dann
{\displaystyle ({\mathcal {S}},{\mathcal {C}},{\mathcal {R}})=(\{{\text{A}},{\text{B}}\},\{\{{\text{A}},{\text{A}}\},\{{\text{B}}\}\},\{{\text{A}}+{\text{A}}\rightarrow {\text{B}}\}).}

#### Chemisches Reaktionsnetzwerk
Ein chemisches Reaktionsnetzwerk {\displaystyle ({\mathcal {S}},{\mathcal {C}},{\mathcal {R}},{\mathcal {K}})} ist ein Reaktionsnetzwerk, welches mit einer Kinetik ausgestattet ist. D.h. mit jeder Reaktion des Reaktionsnetzwerks ist eine positive Ratenkonstante assoziiert.
Für Beispiel 1 gilt dann
{\displaystyle ({\mathcal {S}},{\mathcal {C}},{\mathcal {R}},{\mathcal {K}})=(\{{\text{A}},{\text{B}}\},\{\{{\text{A}},{\text{A}}\},\{{\text{B}}\}\},\{{\text{A}}+{\text{A}}\rightarrow {\text{B}}\},\{k_{{\text{A}}+{\text{A}}\rightarrow {\text{B}}}\}).}
Ein Komplex {\displaystyle y} ist direkt verlinkt mit {\displaystyle y'}, wobei {\displaystyle y,y'\in {\mathcal {C}}}, auch geschrieben {\displaystyle y\leftrightarrow y'}, wenn entweder {\displaystyle y\rightarrow y'\in {\mathcal {R}}} oder {\displaystyle y'\rightarrow y\in {\mathcal {R}}}. D.h. zwei Komplexe sind direkt verlinkt, wenn eine Reaktion in {\displaystyle {\mathcal {R}}} existiert, welche diese verbindet.

#### Linkageklasse
Seien {\displaystyle y,y'\in {\mathcal {C}}}. Komplex {\displaystyle y} ist verlinkt mit Komplex {\displaystyle y'}, gekennzeichnet durch {\displaystyle y\sim y'}, wenn entweder {\displaystyle y=y'} oder es existieren {\displaystyle y_{1},\ldots ,y_{m}\in {\mathcal {C}}} so dass {\displaystyle y=y_{1}\leftrightarrow \ldots \leftrightarrow y_{m}=y'}. Die Äquivalenzrelation {\displaystyle \sim } induziert eine Partition von {\displaystyle {\mathcal {C}}} in Äquivalenzklassen, welche als Linkageklassen bezeichnet werden.

##### Beispiel 2
Gegeben sei das Reaktionsnetzwerk {\displaystyle ({\mathcal {S}},{\mathcal {C}},{\mathcal {R}})=(\{{\text{A}},{\text{B}},{\text{C}}\},\{\{2{\text{A}}\},\{{\text{B}}\},\{2{\text{B}}\},\{{\text{C}}\},\{2{\text{C}}\}\},\{R_{1},R_{2},R_{3},R_{4}\})} mit
{\displaystyle {\begin{array}{crcl}R_{1}:=&2{\text{A}}&\rightarrow &{\text{B}},\\R_{2}:=&{\text{B}}&\rightarrow &2{\text{A}},\\R_{3}:=&{\text{B}}&\rightarrow &{\text{C}},\\R_{4}:=&2{\text{C}}&\rightarrow &2{\text{B}}.\end{array}}}

Der Graph, welcher das Reaktionsnetzwerk aus Beispiel 2 repräsentiert. Die Linkageklassen bestehen aus den zusammenhängenden Komponenten des Graphen (l = 2). Die Knoten des Graphen sind äquivalent zu den Komplexen (n = 5). Die starken Linkageklassen werden durch die Knoten in den eingerahmten Teilgraphen markiert. Die terminalen starken Linkageklassen sind durch Knoten mit doppeltem Rahmen markiert.

Die Linkageklassen bestehen dann aus {\displaystyle {\mathcal {L}}_{1}=\{\{2{\text{A}}\},\{{\text{B}}\},\{{\text{C}}\}\}} und {\displaystyle {\mathcal {L}}_{2}=\{\{2{\text{B}}\},\{2{\text{C}}\}\}}. Eine intuitive Methode die Linkageklassen zu bestimmen besteht darin, die Menge der Reaktionen als Graph aufzuzeichnen, wobei Reaktionen an den Enden "zusammengebaut" werden, wo sie gleiche Komplexe aufweisen (siehe Abbildung).

#### Starke Linkageklasse
Seien {\displaystyle y,y'\in {\mathcal {C}}}. Komplex {\displaystyle y} reagiert ultimativ zu Komplex {\displaystyle y'}, geschrieben {\displaystyle y\Rightarrow y'}, wenn entweder {\displaystyle y=y'} oder es existieren {\displaystyle y_{1},\ldots ,y_{m}\in {\mathcal {C}}} so dass {\displaystyle y=y_{1}\rightarrow \ldots \rightarrow y_{m}=y'}. Komplex {\displaystyle y} ist stark verlinkt mit {\displaystyle y'}, geschrieben {\displaystyle y\approx y'}, wenn {\displaystyle y\Rightarrow y'} und {\displaystyle y'\Rightarrow y}. Die Äquivalenzrelation {\displaystyle \approx } induziert eine Partition von {\displaystyle {\mathcal {C}}} in Äquivalenzklassen, welche als starke Linkageklassen bezeichnet werden.
Die starken Linkageklassen von Beispiel 2 sind gegeben durch {\displaystyle {\overline {\mathcal {L}}}_{1}=\{\{2{\text{A}}\},\{{\text{B}}\}\}}, {\displaystyle {\overline {\mathcal {L}}}_{2}=\{\{{\text{C}}\}\}}, {\displaystyle {\overline {\mathcal {L}}}_{3}=\{\{2{\text{B}}\}\}} und {\displaystyle {\overline {\mathcal {L}}}_{4}=\{\{2{\text{C}}\}\}}. Die starken Linkageklassen lassen sich wieder leicht bestimmen, wenn das Reaktionsnetzwerk als Graph repräsentiert wird. Es gilt dann für jedes Paar {\displaystyle y,y'\in {\mathcal {C}}} an Knoten einer starken Linkageklasse, dass ein gerichteter Pfad von {\displaystyle y} zu {\displaystyle y'} und zurück existiert. Im unteren Graph sind die starken Linkageklassen durch Rahmen markiert (siehe Abbildung).

#### Terminale starke Linkageklasse
Eine terminale starke Linkageklasse ist eine starke Linkageklasse, in welcher kein Komplex zu einem Komplex einer anderen starken Linkageklasse reagiert.
Die terminalen starken Linkageklassen von Beispiel 2 sind gegeben durch {\displaystyle {\overline {\mathcal {L}}}_{2}=\{\{{\text{C}}\}\}} und {\displaystyle {\overline {\mathcal {L}}}_{3}=\{\{2{\text{B}}\}\}}. Wenn man das Reaktionsnetzwerk wieder als Graph auffasst, dann ist eine terminale starke Linkageklasse eine Linkageklasse, aus welcher kein Reaktionspfeil auf eine andere starke Linkageklasse zeigt. Im unteren Graph sind die starken Linkageklassen durch doppelte Rahmen markiert (siehe Abbildung).
Die folgende Definition und die daraus abgeleiteten Aussagen gelten nur für Reaktionsnetzwerke, welche exakt eine terminale starke Linkageklasse pro Linkageklasse enthalten.

#### Defizienz
Die Defizienz eines Reaktionsnetzwerks (abgekürzt mit {\displaystyle \delta }) ist definiert durch
{\displaystyle \delta :=n-l-q,}
wobei {\displaystyle n} für die Anzahl der Komplexe, {\displaystyle l} für die Anzahl der Linkageklassen und {\displaystyle q} für den Rang der stöchiometrischen Matrix {\displaystyle N} des gegebenen Reaktionsnetzwerkes steht.
Die stöchiometrische Matrix {\displaystyle N} von Beispiel 2 ist gegeben durch
{\displaystyle N=\left[{\begin{array}{rrrr}-2&2&0&0\\1&-1&-1&2\\0&0&1&-2\end{array}}\right].}
Demzufolge ergibt sich {\displaystyle q={\text{rang}}(N)=2}. Die Defizienz von Beispiel 2 ist dann {\displaystyle \delta =5-2-2=1}.

#### Schwache Reversibilität
Ein Reaktionsnetzwerk heißt schwach reversibel wenn jede Linkageklasse aus einer terminalen starken Linkageklasse besteht.
Bei Beispiel 2 handelt es sich um kein schwach reversibles Reaktionsnetzwerk.

#### Stöchiometrischer Unterraum
Der stöchiometrische Unterraum (abgekürzt mit {\displaystyle S}) eines Reaktionsnetzwerkes {\displaystyle ({\mathcal {S}},{\mathcal {C}},{\mathcal {R}})} ist die lineare Hülle seiner Reaktionsvektoren. D.h.,
{\displaystyle S:={\text{span}}(\{y-y'\in \mathbb {R} ^{\vert {\mathcal {S}}\vert }{\text{ }}\vert {\text{ }}y\rightarrow y'\in {\mathcal {R}}\}).}
Da die Menge der Reaktionsvektoren identisch zu den Spalten der stöchiometrischen Matrix {\displaystyle N} sind, ist der stöchiometrische Unterraum äquivalent zum Spaltenraum von {\displaystyle N}.

#### Stöchiometrische Kompatibilitätsklasse
Zwei Vektoren {\displaystyle c,c'\in {\overline {\mathbb {P} }}^{\vert {\mathcal {S}}\vert }} sind stöchiometrisch kompatibel, wenn {\displaystyle c-c'\in S}. Stöchiometrische Kompatibilität ist eine Äquivalenzrelation, welche {\displaystyle {\overline {\mathbb {P} }}^{\vert {\mathcal {S}}\vert }} in Äquivalenzklassen, die stöchiometrischen Kompatibilitätsklassen, aufteilt.
Demzufolge muss die Trajektorie der zeitlichen Entwicklung der Konzentrationen immer in der gleichen stöchiometrischen Kompatibilitätsklasse liegen wie die Konzentrationen zum Zeitpunkt t = 0.

### Theoreme

#### Deficiency-Zero Theorem
Sei {\displaystyle ({\mathcal {S}},{\mathcal {C}},{\mathcal {R}})} ein Reaktionsnetzwerk mit Defizienz Null.
- (i) Wenn das Netzwerk nicht schwach reversibel ist, dann nimmt das entsprechende System an gewöhnlichen Differenzialgleichungen weder einen positiven Steady state noch einen periodischen Orbit in {\displaystyle \mathbb {P} ^{\vert {\mathcal {S}}\vert }} an (unabhängig von der Wahl der kinetischen Ratenkonstanten).
- (ii) Wenn das Netzwerk schwach reversibel ist, dann hat das entsprechende System aus gewöhnlichen Differenzialgleichungen für eine beliebige Wahl der kinetischen Ratenkonstanten folgende Eigenschaften: Jede positive stöchiometrische Kompatibilitätsklasse enthält genau einen positiven Steady state; dieser positive Steady state ist asymptotisch stabil; und es existieren keine nichttrivialen periodischen Orbits in {\displaystyle \mathbb {P} ^{\vert {\mathcal {S}}\vert }}.

Siehe oder für einen Beweis.

#### Deficiency-One Theorem
Sei {\displaystyle ({\mathcal {S}},{\mathcal {C}},{\mathcal {R}})} ein Reaktionsnetzwerk mit Defizienz {\displaystyle \delta }. Und seien {\displaystyle \delta _{{\mathcal {L}}_{i}}} mit {\displaystyle 1\leq i\leq l} die Defizienzen der Linkageklassen. Weiterhin sei vorausgesetzt:
- (i) {\displaystyle \delta _{{\mathcal {L}}_{i}}\leq 1} mit {\displaystyle 1\leq i\leq l};
- (ii) {\displaystyle \sum _{i=1}^{l}\delta _{{\mathcal {L}}_{i}}=\delta };
- (iii) jede Linkageklasse enthält nur eine terminale starke Linkageklasse.

Wenn die entsprechenden gewöhnlichen Differenzialgleichungen für eine Wahl der kinetischen Ratenkonstanten einen positiven Steady state annehmen, dann existiert genau ein positiver Steady state in jeder stöchiometrischen Kompatibilitätsklasse. Wenn das Netzwerk schwach reversibel ist, dann nehmen die entsprechenden gewöhnlichen Differenzialgleichungen einen positiven Steady state für jede Wahl der kinetischen Ratenkonstanten an.
Siehe oder für einen Beweis.

## Beziehung zu den Differenzialgleichungen
Das System an gewöhnlichen Differenzialgleichungen eines chemischen Reaktionsnetzwerkes sei gegeben durch die Funktion {\displaystyle f(c):={\text{d}}c/{\text{d}}t}. Die Funktion {\displaystyle f(c)} eines jeden chemischen Reaktionsnetzwerkes kann nun in vier unabhängige Abbildungen, eine nicht lineare und drei lineare Abbildungen, zerlegt werden
{\displaystyle f(c)=YI_{a}I_{k}\psi (c),}
welche im Folgenden definiert werden.

### Definitionen

#### Basisvektoren des Komplexraums
Wenn {\displaystyle {\mathcal {U}}\subseteq {\mathcal {C}}}, dann sei
{\displaystyle \omega _{\mathcal {U}}={\begin{cases}1,&{\text{wenn }}y\in {\mathcal {U}}\\0,&{\text{andernfalls.}}\end{cases}}}
Die Basisvektoren des Komplexraums {\displaystyle \mathbb {R} ^{\vert {\mathcal {C}}\vert }} sind dann gegeben durch die Menge {\displaystyle \{\omega _{\{y\}}{\text{ }}\vert {\text{ }}y\in {\mathcal {C}}\}}.
Die Menge der Basisvektoren, repräsentiert als Matrix und eine entsprechende Sortierung der Vektoren vorausgesetzt, ist die Einheitsmatrix {\displaystyle E_{\vert {\mathcal {C}}\vert }}.

#### Die nichtlineare Abbildung ψ
Sei {\displaystyle ({\mathcal {S}},{\mathcal {C}},{\mathcal {R}},{\mathcal {K}})} ein chemisches Reaktionsnetzwerk. Die nicht lineare Abbildung {\displaystyle \psi :\mathbb {R} ^{\vert {\mathcal {S}}\vert }\rightarrow \mathbb {R} ^{\vert {\mathcal {C}}\vert }} ist gegeben durch
{\displaystyle \psi (c):=\sum _{y\in {\mathcal {C}}}\omega _{\{y\}}c^{y},}
mit
{\displaystyle c^{y}:=\prod _{s\in {\mathcal {S}}}c_{s}^{y_{s}}.}

#### Matrix Ik
wird noch ergänzt

#### Matrix Ia
Sei {\displaystyle ({\mathcal {S}},{\mathcal {C}},{\mathcal {R}},{\mathcal {K}})} ein chemisches Reaktionsnetzwerk. Die lineare Abbildung {\displaystyle I_{a}:\mathbb {R} ^{\vert {\mathcal {R}}\vert }\rightarrow \mathbb {R} ^{\vert {\mathcal {C}}\vert }} ist gegeben durch
{\displaystyle I_{a}(v):=\sum _{y\rightarrow y'\in {\mathcal {R}}}(\omega _{\{y'\}}-\omega _{\{y\}})v_{y\rightarrow y'},}
mit {\displaystyle v\in \mathbb {R} ^{\vert {\mathcal {R}}\vert }}.

#### Matrix Y
Sei {\displaystyle ({\mathcal {S}},{\mathcal {C}},{\mathcal {R}},{\mathcal {K}})} ein chemisches Reaktionsnetzwerk. Die lineare Abbildung {\displaystyle Y:\mathbb {R} ^{\vert {\mathcal {C}}\vert }\rightarrow \mathbb {R} ^{\vert {\mathcal {S}}\vert }}
ist definiert durch {\displaystyle Y(\omega _{\{y\}}):=y} mit {\displaystyle y\in \mathbb {N} ^{\vert {\mathcal {S}}\vert }}.
Es gilt hierbei {\displaystyle N=YI_{a}} und {\displaystyle v(c)=I_{k}\psi (c)} so dass {\displaystyle f(c)} auch vereinfacht geschrieben werden kann als {\displaystyle f(c)=Nv(c)} (siehe auch stöchiometrische Matrix).

### Beispiel
Das System an gewöhnlichen Differenzialgleichungen von Beispiel 2 ist gegeben durch
{\displaystyle {\begin{array}{rcrrcrcrcr}{\frac {{\text{d}}c_{\text{A}}}{{\text{d}}t}}&=&-&2k_{R_{1}}c_{\text{A}}^{2}&+&2k_{R_{2}}c_{\text{B}}&&&&\\{\frac {{\text{d}}c_{\text{B}}}{{\text{d}}t}}&=&&k_{R_{1}}c_{\text{A}}^{2}&-&k_{R_{2}}c_{\text{B}}&-&k_{R_{3}}c_{\text{B}}&+&2k_{R_{4}}c_{\text{C}}^{2}\\{\frac {{\text{d}}c_{\text{C}}}{{\text{d}}t}}&=&&k_{R_{3}}c_{\text{B}}&-&2k_{R_{4}}c_{\text{C}}^{2}&&&&\end{array}}}